# 369-й хорватский пехотный полк (вермахт)
369-й усиленный хорватский пехотный полк (нем. Verstärktes Kroatisches Infanterie-Regiment 369, хорв. 369. pojačana pješačka pukovnija), также известный как Хорватский легион (нем. Kroatische Legion — пехотный полк в составе вермахта, сформированный из хорватских добровольцев при участии правительства Независимого государства Хорватия — созданного Третьим Рейхом марионеточного государства и его союзника во Второй мировой войне. Вместе с другими формированиями хорватских легионеров в армиях нацистской Германии и фашистской Италии полк принимал участие в войне на Восточном фронте в 1941—1943 годах. Всего через службу в полку прошло примерно 6300 человек (4200 хорватов и 2100 боснийских мусульман). После уничтожения формирования в ходе Сталинградской битвы, под тем же номером была сформирована 369-я хорватская пехотная дивизия вермахта.
Хотя полк был подчинён вермахту, а его служащие несли службу и обмундировывались в соответствии с германскими правилами, де-юре он был частью Хорватского домобранства — регулярной армии Хорватии.

## Формирование

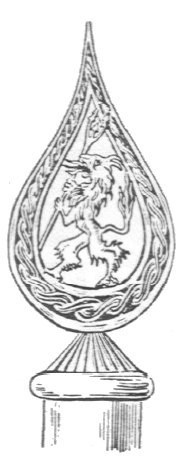
Талисман хорватского легиона

23 июня 1941 года Анте Павелич отправил письмо Адольфу Гитлеру с предложением об отправке своих сил на Восточный фронт. 1 июля Гитлер ответил согласием, и на следующий день в хорватских городах появились призывы ко вступлению в Хорватский легион добровольцев. Хорватские военные лица ожидали около 3900 человек, однако на их призыв к 15 июля откликнулось не менее 9 тысяч человек. Из-за такого неожиданно большого количества добровольцев приёмные комиссии были вынуждены поднять уровень их пригодности. В результате ко времени отправки на фронт личный состав полка состоял из 3895 офицеров, унтер-офицеров и рядовых. Впоследствии полк несколько раз получал пополнение из Хорватии, и уже на фронте его численность несколько возросла. Перед отправкой на фронт полк имел следующую структуру:
- штаб полка;
- комендантская рота;
- 3 пехотных батальона: два первых были набраны из хорватов, а третий — из боснийских мусульман; каждый батальон имел по 3 пехотные роты;
- пулемётная рота;
- противотанковая рота;
- хозяйственная рота;
- запасной батальон полка.

Артиллерия полка состояла из трёх батарей 105-мм орудий (всего 18 орудий).
16 июля окончательно сформировалось новое формирование, которое было названо в официальных немецких документах 369-м усиленным хорватским пехотным полком, однако и самими военнослужащими этого полка, и современниками и в послевоенной литературе часть часто называлась Хорватским пехотным легионом. Полк подчинялся непосредственно немецкому верховному командованию и немецкому военному суду, являлся частью вооружённых сил Германии, в то время как Хорватия официально не объявляла войну СССР. Солдаты носили немецкие униформы с нашивками в форме хорватского герба и подписью «Hrvatska».
При этом юридически он входил не в вермахт, а в Хорватское домобранство — регулярную армию Хорватии; формированием и пополнением полка занималось правительство Хорватии. Им командовали хорватские офицеры, а присягали они одновременно поглавнику Хорватии и фюреру Германии. Создание полка должно было усилить связь Хорватии с Германией, в том числе и было способом сопротивления в случае возможной аннексии территорий Италией. Создание легиона, который символизировал выход нового государства за пределы Балкан и его участие в строительстве Новой Европы и участие в борьбе с азиатско-еврейским большевизмом, сопровождалось пропагандистской кампанией; в нём соблюдалась расовая и идеологическая чистота, и брали в него только хорватов (таковыми считались и боснийские мусульмане), украинцев и русских белоэмигрантов. Вскоре после формирования полка Италия запросила создание и собственного легиона хорватов.
Учебный батальон формировался специально для полка в Штоккерау, сам полк проходил обучение в Дёллерсхайме. С 16 по 19 августа батальон на 17 поездах двигался в Бессарабию. Оттуда полк совершил 35-дневный марш на Украину. 9 октября был причислен к 100-й лёгкой пехотной дивизии из 17-й немецкой армии, состоявшей в группе армий «Юг». К моменту прибытия на фронт полк имел в своём составе 3 895 офицеров, унтер-офицеров и рядовых (затем из-за потерь и прибытия из Хорватии пополнений численность полка колебалась, иногда даже превышая эту цифру).

## Бои в СССР
Первая стычка между 369-м полком и советскими войсками произошла 13 октября 1941 года после 750-километрового похода к деревне Будинской. Полк одержал несколько побед[уточнить] над частями Красной Армии, несмотря на суровую зиму, но в боях он понёс серьёзные потери и утратил часть своей боеготовности.
Полк участвовал в захвате следующих городов и деревень: Петрушены, Кременчуг, Полтава, Сороки, Бельцы, Первомайск, Кировоград, Павлоград, Тарановка, Гризин, Сталино, Васильевка, Александровка, Ивановка и Гарбатово. В начале 1942 года солдаты получили право отправлять письма домой, которые зачитывали по радио «Hrvatski Krugoval». 24 сентября 1942 с солдатами 369-й дивизии встретились лично Анте Павелич и Юре Францетич. Павелич наградил особенно отличившихся как пеших солдат, так и хорватских лётчиков-добровольцев.

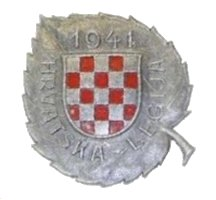
Памятный значок легиона

Командир полка Иван Маркуль, пытаясь бороться с дезертирством, переформировал отряд к лету 1942 года, отправив домой 144 «легионера» и 43 унтер-офицера из-за болезней и склонности к дезертирству. Для того, чтобы предотвратить любые побеги, в апреле 1942 года Маркуль казнил четверых человек, пытавшихся дезертировать, а ещё некоторое количество было осуждено военным судом на сроки от 2 до 10 лет. То, что легион не отходил с линии фронта, удивляло даже немецких солдат и офицеров. В сентябре 1942 года Маркуль из-за болезни вынужден был отправиться обратно в Хорватию, его временно заменял Марко Месич, а затем легион возглавил Виктор Павичич.
369-й полк, по воспоминаниям немецких солдат, отличался низкой дисциплиной и плохой организацией, но к лету 1942 года серьёзно усилился. За успехи командир 100-й лёгкой дивизии Вернер Санне отметил артиллерийскую батарею Марко Месича 21 и 22 февраля 1942, а на следующий день даже наградил Месича Железным крестом. Легион нёс потери под Харьковом и в сражении в Большой излучине Дона в июле-августе 1942 года (см. Сражение у Калача-на-Дону). Так 27 и 28 июля в бою за совхоз «Пролеткультура» вблизи Клетской хорватский отряд потерял в рукопашном бою 53 человека убитыми и 186 ранеными. Ещё большие потери хорваты понесли на реке Самаре, когда в боях с партизанами был убит 171 человек. В числе убитых были отличившиеся лейтенанты Томленович, Томислав Анич и Иван Малички. 8 офицеров легиона, в числе которых были Иван Маркуль и лейтенант Эдуард Бакарец, были награждены Железным крестом I класса. Впоследствии Бакарец получил ранение под Сталинградом и был отправлен в Хорватию, где погиб 5 июля 1944, а Маркуль был казнён после окончания войны в Белграде в сентябре 1945 года.
Большая часть историков и мемуаристов, включая и большинство из противоборствующего лагеря, признают боеспособность легиона и высокое моральное состояние его личного состава. Ещё до начала Сталинградской битвы, 31 мая 1942 года, легион за проявленное боевое мастерство был отмечен в сводках Верховного командования вермахта. Следует также отметить, что Хорватский легион был единственной иностранной частью, которая приняла участие в наступлении на Сталинград. Как пишет американский историк Джордж Нэйфцигер, «среди его личного состава это было воспринято, как большая честь — награда за тяжёлые бои». В связи с этим даже возникла идея переформировать егерскую дивизию, в составе которой находился легион, в 100-ю германо-хорватскую егерскую дивизию. Однако осуществить этот план помешала изменившаяся не в пользу немцев боевая обстановка.
По состоянию на 21 июня 1942 в 369-м полку насчитывалось 113 офицеров, 7 военных клерков, 625 унтер-офицеров, 4317 рядовых (из них 2902 кавалериста). К 21 октября 1942 из-за потерь в строю осталось только 1403 человека. 4 ноября в полк прибыл из Хорватии маршевый батальон, ставший последним пополнением, но и эти солдаты быстро погибли в сталинградских боях. Из всех офицеров 22 погибли, 38 были ранены, 66 вернулись на Родину. Только 20 офицеров остались в строю.

## Сталинградская битва

### Бои в излучине Дона

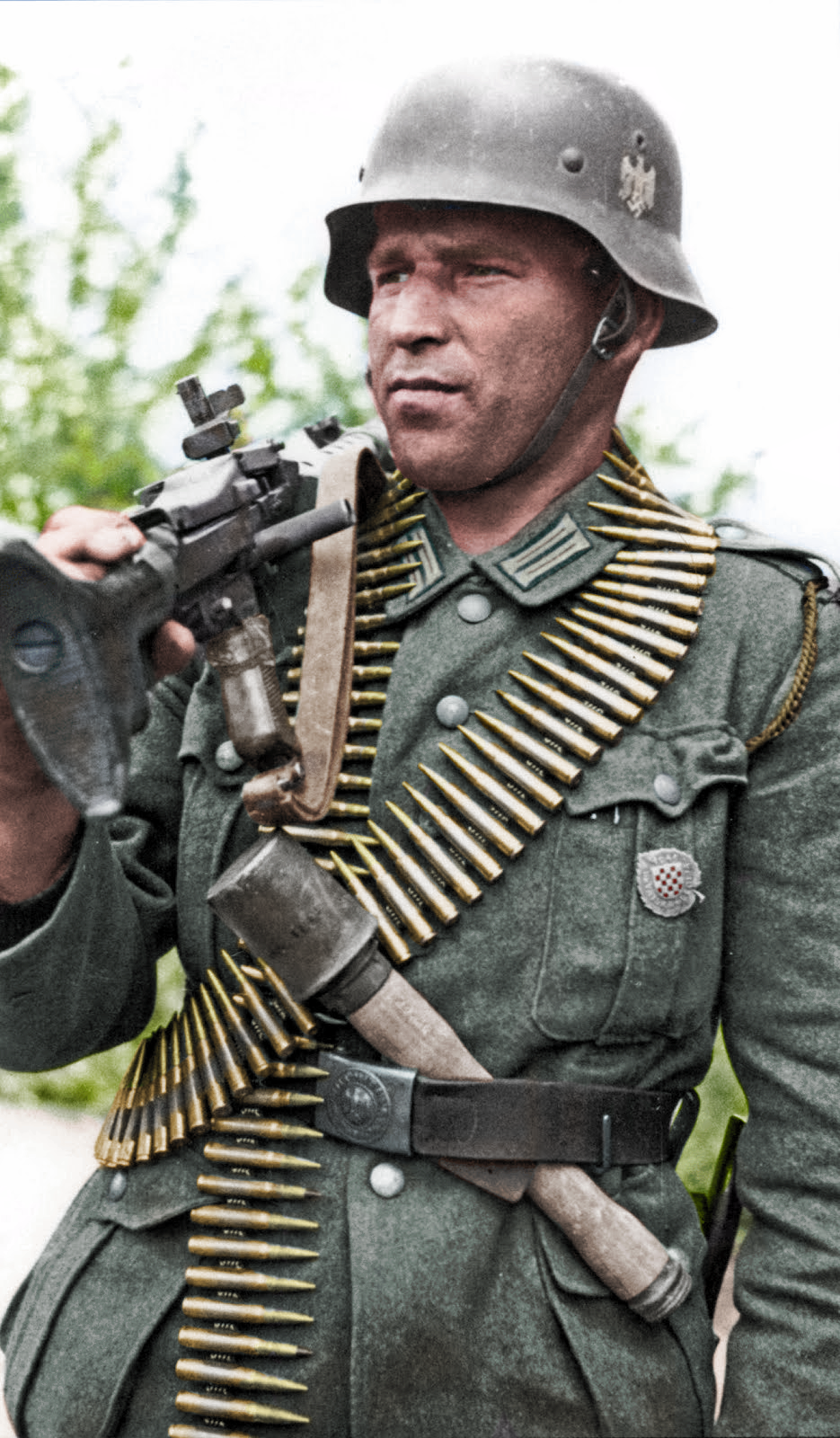
Солдат хорватского легиона с пулемётом

На сталинградское направление полк попал в июле 1942 года в составе 100-й егерской дивизии (командир — генерал-лейтенант Вернер Занне) в ходе операции «Блау». Принимал участие в боях южнее Клетской против окруженной группировки войск 62-й армии, известной как «Группа Журавлёва»

### Бои в Сталинграде
Самым известным унтер-офицером хорватского полка был сержант Драгутин Подобник, награждённый Железными крестами II и I классов лично Анте Павеличем в сентябре 1942 года. Он участвовал в битве за Сталинград, в которой лично отдал приказ штурмовать завод «Красный Октябрь», не дожидаясь прибытия бронетехники. Вместе с 18 солдатами он отбил здание у советских солдат, не понеся никаких потерь и передав здание завода в распоряжение 54-й немецкого корпуса. Ответная атака советских солдат привела к полному уничтожению гарнизона завода. В течение нескольких дней завод, который немцы прозвали «Т-домом» (он был в форме буквы Т), переходил из рук в руки, а Подобник вынужден был покинуть фронт после ранения (он был застрелен весной 1945 года).
Легионеры понесли всё же крупные потери в Сталинграде, пытаясь отбить «Красный Октябрь». Двигаясь от северной части фронта к южной, хорваты несли потери. По состоянию на 21 октября 1942 из пехотинцев осталось только 983 человека (не считая артиллеристов и вспомогательных войск), а к 21 января 1943 в живых осталось только 443 человека (за три месяца погибло не меньше половины состава). Командование защищалось в здании школы лётчиков Сталинграда. Расстояние до линии фронта в январе сократилось с 200 до 90 метров. При температуре −30 °C и круглосуточных обстрелах, а также отсутствии снабжения потери легиона росли катастрофически. Последний командир легиона, Марко Месич, 14 января 1943 принял командование после исчезновения Виктора Павичича. Командир 100-й егерской дивизии Вернер Занне, узнавший об исчезновении Павичича, расценил этот шаг как дезертирство, хотя ещё раньше передал тайное указание Павичичу покинуть город на самолёте. В последние дни 700 человек из войск поддержки были переведены в пехотные части, но даже это не спасло легион.
Остатки 369-го полка сдались советским войскам 29 и 30 января 1943 года. По состоянию на эти дни в живых было только 443 пехотинца и 444 артиллериста. Всего за последние две недели легион потерял 175 человек. Из 4465 хорватов-добровольцев почти 90 % погибли на Восточном фронте. По потерям(в процентах) среди союзников Германии они занимают 1-е место. Выжившие хорваты были отправлены в Бекетовку, где присоединились к 80 тысячам пленных немцев, итальянцев, румын. Впоследствии многие из них умерли от дизентерии, анемии, тифа и других болезней. Фактически полк был уничтожен.
Всего через полк (легион) прошло около 6 300 военнослужащих, из них вернулось в Хорватию около 4 000 человек, около 1 000 человек попали в советский плен, остальные погибли.
В числе упомянутых известных легионеров в военных документах и книгах упоминаются капитан Тахир Алагич, лейтенанты Телишман Миливой, Михаил Зубчевский, Рудольф Баричевич, Михаил Коробкин, Драго Маутнер, Иван Пап, Иван Чорич, Звономир Бучан, Август Церовечки, сержанты Драгутин Судец и Антон Штимац, врач Марьян Хрестак и другие солдаты.

## Выжившие
Около тысячи легионеров были эвакуированы из Сталинграда по разным причинам. Последними город покинули 18 раненых хорватов, включая лейтенанта Баричевича. В сопровождении немецких солдат они перелетели на самолёте на единственный боеспособный аэродром немцев около 369-й артиллерийской батареи. Днём раньше немецкому пилоту сообщили по радио о нежелательности полёта ввиду плохих погодных условий и находящихся рядом советских солдат, однако он пригнорировал это предупреждение. Спустя несколько часов после эвакуации хорватов аэродром был захвачен советскими солдатами.
Оставшиеся в живых легионеры, не сдавшиеся советским войскам, были награждены орденом Хорватского легиона с липовыми листьями, и позднее были собраны в 369-ю дивизию.

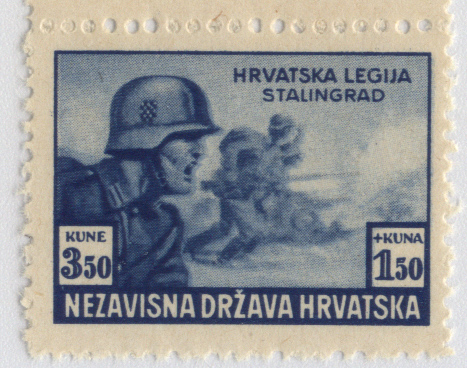
Марка НГХ, посвящённая 369-му полку

## В советском плену
Ветераны Сталинградской битвы из стран Оси часто отказываются что-либо рассказывать о той битве, заявляя, что «очень тяжело говорить о том времени, когда были уничтожены общечеловеческие ценности и люди превращались в зверей».
Летом 1943 года 106 хорватских военнопленных были отправлены сначала в Суздаль, а затем в Красногорск (Подмосковье), где была создана советская воинская часть. Солдаты той части носили униформу Югославской королевской армии (в то время СССР ещё не признал югославские войска коммунистов). Полковник Месич часто появлялся в той униформе на публике и призывал хорватов и сербов перейти на сторону антигитлеровской коалиции. Подобное поведение Павелич и его министры расценили как государственную измену и лишили Месича всех наград.
Месич был назначен командиром 1-й югославской добровольческой бригады, в которую набирались югославские военнопленные. Предположительно, 369 солдат из той бригады были хорватами. Подготовка войск проходила быстрее обычного, так как у тех уже был опыт боёв. В марте 1944 года в бригаду вступили ещё 200 хорватских легионеров. В конце 1944 года они прибыли в Югославию по приказу Тито и вступили в бои с немецкими войсками, понеся крупные потери. Выжившие солдаты попали в плен к немцам и позднее были казнены за предательство.

## Командиры полка
- с 16 июля 1941 — полковник Иван Маркуль
- с 22 сентября 1942 — полковник Виктор Павичич
- с 17 января 1943 — подполковник Марко Месич

## Комментарии
1. ↑  Клетская:49°18′53″ с. ш. 43°03′43″ в. д.HGЯO